# 扎伊纳布·宾特·阿里

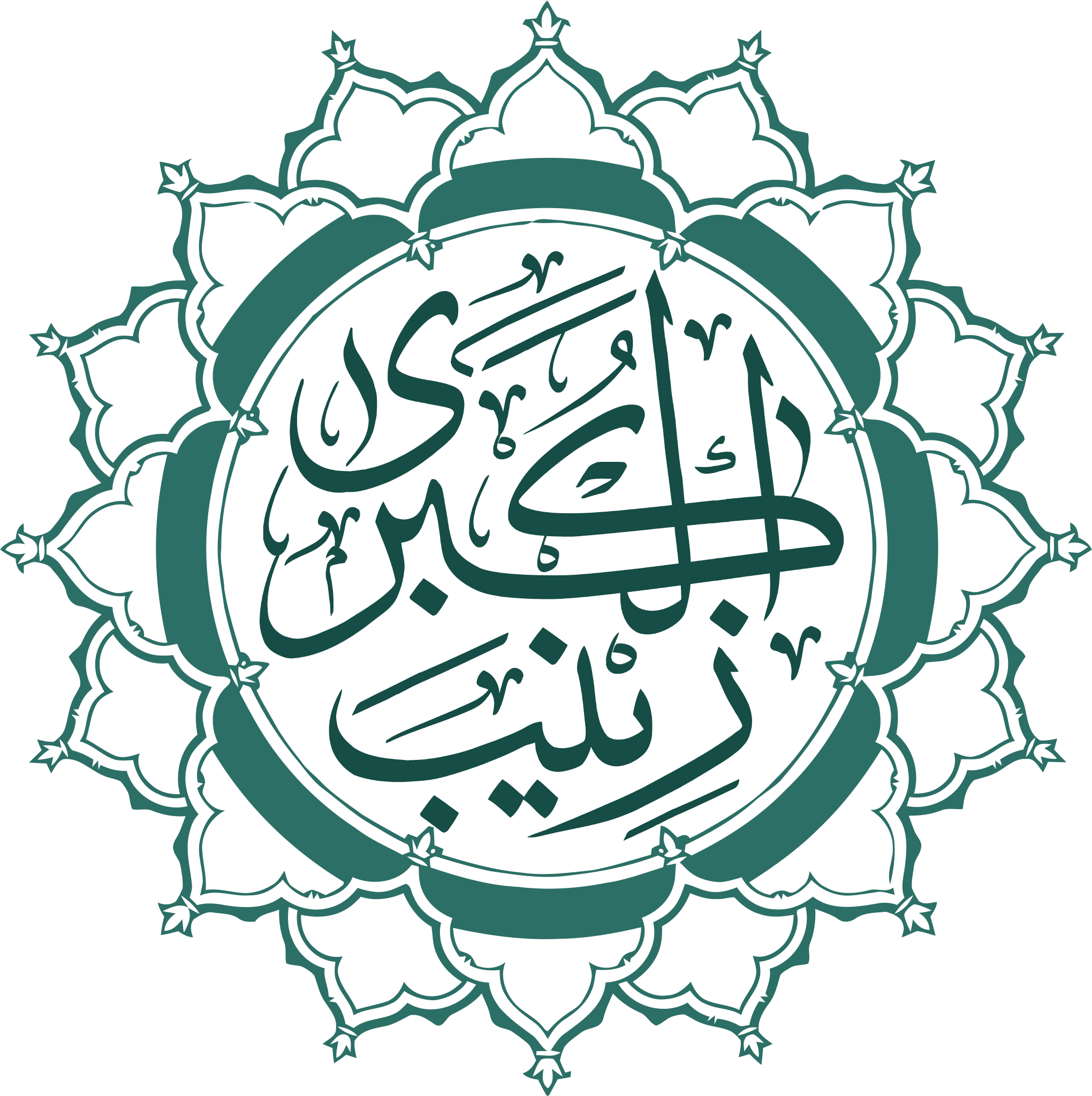

扎伊纳布·宾特·阿里（阿拉伯语：زَيْنَب بِنْت عَلِيّ，约公元626-682年）是伊斯兰先知穆罕默德的外孙女，父亲是阿里·本·阿比·塔利卜，母亲是法蒂瑪。她的兄弟侯赛因·本·阿里·本·阿比·塔利卜和大多数男性亲属被倭马亚哈里发穆阿维叶一世的军队屠杀。战后，她被俘虏并押送至大马士革。什叶派信徒每年都會纪念她的逝世。她的安息之所位于大马士革以南约15公里处的清真寺，这是叙利亚境内最大和最重要的什叶派圣地。

## 姓名和称号
阿拉伯语中"zaynab"的字面意思是"父亲的装饰"。她也被称为扎伊纳布·库布拉（Zaynab al-Kubra，意为"年长的宰娜卜"），以区别于她的妹妹乌姆·库勒苏姆或宰娜卜·苏格拉（Umm Kulthum，Zaynab al-Sughra，意为"年幼的扎伊纳布"）。扎伊纳布的另一个称号是阿基拉图·巴尼·哈希姆（Aqilatu Bani Hashim，意为"哈希姆家族的智者"），其中"al-aqila"一词字面意思是"隐居者"或"珍珠"。由于她在卡尔巴拉事件中的角色，她也被称为巴塔拉图·卡尔巴拉（Batalatu al-Karbala，意为"卡尔巴拉的女英雄"）。有时她被称为赛义达（al-Sayyida，意为"女士"），在埃及则被称为塔希拉（al-Tahira，意为"纯洁者"）和乌姆·亚塔玛（Umm al-Yatama，意为"孤儿之母"）。

## 出生和早年生活
扎伊纳布是法蒂玛和阿里·本·阿比·塔利布的第三个孩子，也是他们的长女。法蒂玛是伊斯兰先知穆罕默德的女儿，而阿里是穆罕默德的堂兄。阿里也被认为是第四位正统哈里发（统治期656-661年）和什叶派的第一位伊玛目。她的出生年份在不同的文献中也有不同的说法，有的说是伊历4-6年（公元626-628年），也有的说是伊历9年（公元631年）。什叶派穆斯林每年在伊历朱马达·阿瓦勒月的第5天庆祝她的生日。穆罕默德非常喜爱他的孙女，她的名字是由她的祖父选择的，据说这个名字来自神的启示。据说她出生时，天使加百列曾预言穆罕默德她将有艰难的一生。什叶派的文献也强调年轻的扎伊纳布对她的兄弟侯赛因的深厚感情。与她的父母和两个兄弟（哈桑和侯赛因）不同，扎伊纳布并不属于十二伊玛目什叶派中的十四位无罪者之一。然而，由于她是在无罪者的环境中长大的，在十二伊玛目什叶派中仍被认为具有"次级无罪性"。

## 穆罕默德和法蒂玛之死(632年)
穆罕默德于632年去世,扎伊娜布因此在幼年就失去了祖父。当穆罕默德的家人准备安葬时,一群穆斯林聚集在萨基法,任命资深同伴艾布·伯克尔为继任者。他们这样做时,穆罕默德的家人和大多数迁士(麦加穆斯林)都不在场。阿里、法蒂玛和一些支持者不承认艾布·伯克尔的哈里发地位,声称穆罕默德已任命阿里为继任者,并提到穆罕默德去世前不久的加迪尔·胡姆事件。萨基法事件后不久,另一位穆罕默德的同伴欧麦尔据说率领一群武装人员来到阿里的住所,威胁如果阿里和他的支持者不向艾布·伯克尔宣誓效忠就放火烧屋。对峙随后变得暴力,但暴徒最终在未能获得阿里宣誓的情况下撤退。
法蒂玛在同年去世,距穆罕默德去世不到六个月,年仅约18或27岁。什叶派伊斯兰教坚称,她流产并死于一次针对她房屋的袭击所造成的伤害,这次袭击旨在制服阿里,由艾布·伯克尔煽动并由其助手欧麦尔领导。逊尼派穆斯林否认这些说法,他们认为法蒂玛是因穆罕默德去世后的悲伤而死,她的孩子则是在婴儿期因自然原因夭折的。扎伊娜布因此在大约5岁时失去了母亲。